# Luigi Krall
Pour les articles homonymes, voir Krall.
Luigi Krall (Venise, 4 novembre 1887 - ...) était un général italien, vétéran de la Première Guerre mondiale, où il a été décoré de la médaille de bronze et de la croix militaire pour sa bravoure. Au cours de la Seconde Guerre mondiale, il a d'abord été commandant de la 159e division d'infanterie "Veneto", puis transformée en 52e division d'infanterie "Torino".

## Biographie
Il est né à Venise le 4 novembre 1887. Il s'engage dans l'armée royale(Regio Esercito) et, le 14 septembre 1907, commence à fréquenter l'Académie royale militaire d'infanterie et de cavalerie de Modène, dont il sort avec le grade de sous-lieutenant (sottotenente) affecté à l'arme d'infanterie le 4 septembre 1908. Promu lieutenant (tenente) le 4 septembre 1911, il est affecté au 71e régiment d'infanterie, brigade Puglie, stationné à Venise. 
Pendant la Grande Guerre, il sert dans le commandement du VIIIe corps d'armée et, une fois promu major (maggiore), il prend le commandement d'abord du IIIe bataillon (juillet-août 1918) du 91e régiment d'infanterie, puis du Ier bataillon (31 octobre-4 novembre 1918) du 92e régiment d'infanterie, de la brigade Basilicata. Au cours du conflit, il a été décoré de la médaille de bronze et de la croix militaire pour sa bravoure.
Il devient lieutenant-colonel (tenente colonnello) et prend le commandement d'un bataillon au 90e régiment d'infanterie et, à partir du 11 septembre 1927, est transféré au 151e régiment d'infanterie à Trieste. À partir du 1er juillet 1933, il devient également juge par intérim au tribunal militaire territorial de Trieste.
Officier de l'état-major général, il est promu colonel (colonnello) le 1er janvier 1935, commandant d'abord le 232e régiment d'infanterie à partir du 6 février 1935, puis le secteur de couverture XIII à partir du 1er juillet 1938.
Il devient général de brigade (generale di brigata) à partir du 1er janvier 1940, alors que la Seconde Guerre mondiale a déjà commencé, et lors de l'entrée en guerre du royaume d'Italie, le 10 juin de la même année, il se voit confier le commandement de la Garde frontalière (GAF) du XVIIIe corps d'armée à Bolzano et, à partir du 1er mars 1942, de la 159e division d'infanterie "Veneto" (d'occupation) nouvellement formée, opérant en Istrie avec des fonctions d'ordre et de sécurité.
Promu général de division (generale di divisione) le 1er janvier 1943, lors de la dissolution, par transformation, de la division "Veneto", qui a lieu le 1er juin, il prend le même jour le commandement de la 159e division d'infanterie "Torino", alors en reconstitution après le résultat négatif de la campagne de Russie, remettant le commandement de la division au général Bruno Malaguti le 15 août. Le même jour, il est attaché au commandement du XXIVe corps d'armée.
Après l'armistice du 8 septembre (armistice de Cassibile), il rejoint la République sociale italienne (Repubblica Sociale Italiana - RSI), mais est placé en position de réserve par une décision approuvée lors de la réunion du Conseil des ministres de la RSI le 31 août 1944. À la fin du conflit, il fait l'objet d'une procédure d'épuration et est démis de son grade.

## Décorations
- Médaille de bronze de la valeur militaire
- À un moment critique de la bataille, en plus de diriger sa propre compagnie, il a également pris le commandement d'une autre qui ne comptait plus qu'un seul officier, et avec ténacité et courage, il a pu faire en sorte que les deux divisions sous son commandement continuent à faire preuve de solidité et de résistance, avec d'excellents résultats. Millegrobe, 20 août 1915.
 - Croix de guerre de la valeur militaire
- Tant dans la préparation que dans l'exécution d'un coup d'État exécuté dans une garnison ennemie, il a fait preuve d'audace, de fermeté et de mépris du danger. Affaire Menegiua-Col Caprile, 8 octobre 1918.
 - Chevalier de l'ordre de la Couronne d'Italie
- Décret de lieutenance du 7 avril 1918
 - Officier de l'ordre de la Couronne d'Italie
- Décret royal du 10 septembre 1936
 - Commandeur de l'ordre de la Couronne d'Italie
- Décret royal du 27 octobre 1937.
 - Officier de l'ordre des Saints-Maurice-et-Lazare
- Arrêté royal du 10 mai 1943

## Source
- (it) Cet article est partiellement ou en totalité issu de l’article de Wikipédia en italien intitulé « Luigi Krall » (voir la liste des auteurs).